# Lucien Greaves
Lucien Greaves, även känd som Douglas Mesner, född cirka 1976 i Detroit i Michigan, är en amerikansk medborgarrättsaktivist samt talesperson och medgrundare av The Satanic Temple. Innan han grundade The Satanic Temple år 2012, studerade Greaves neurovetenskap på Harvard University. För att undvika eventuella hot mot sin familj undviker han att använda sitt riktiga namn.

## Aktiviteter
The Satanic Temple grundades som ett verktyg för att underlätta social och politisk aktivism. Organisationens syfte är att uppmuntra ödmjukhet och empati gentemot alla människor, förkasta tyranniska auktoriteter, förespråka sunt förnuft och rättvisa, och att människor ska vägledas av sitt samvete för att utföra ädla verk inspirerade av individens vilja. Grundarna tror inte på skattelättnader för religiösa organisationer och The Satanic Temple har inte heller ansökt om några. Konceptet The Satanic Temple bildades som ett gensvar på dåvarande presidenten George W. Bushs White House Office of Faith-Based and Community Initiatives, ett program för stöd till religiösa hjälporganisationer, och syftet är att rikta en strålkastare mot hur religiösa organisationer inkräktar på både regeringen och den politiska debatten. Varken Greaves eller medgrundaren Malcolm Jarry (även det en pseudonym) tror på övernaturliga varelser såsom gudar eller Satan: "För oss innebär detta att omfamna rationell nyfikenhet och att ta avstånd ifrån tron på övernaturliga ting och arkaisk, traditionell vidskeplighet. Vi arbetar aktivt med att vässa vårt kritiska tänkande och att alltid hålla en förnuftig, agnostisk hållning. [...] Övertygelser ska grundas på en vetenskaplig förståelse av världen. Vi ska akta oss noga för att förvränga vetenskapliga fakta till att passa vår egen agenda."
2012 lade Rick Scott, Floridas guvernör, fram ett lagförslag om att tillåta studentledda bönestunder på skolor. Efter att lagförslaget godkänts svarade Greaves och andra medlemmar i The Satanic Temple på detta genom att anordna en satirisk sammankomst för att stödja Rick Scott utanför Florida State Capitol där de visade sin uppskattning inför möjligheten att "äntligen få låta våra satanistiska barn dyrka Satan under skoltid".
2013 höll The Satanic Temple en "rosa mässa" vid Fred Phelps, grundare av den kontroversiella Westboro Baptist Church, moders grav. Ritualen innefattade samkönade par som kysstes över graven. The Satanic Temple deklarerade efteråt att ceremonin hade gjort Phelps moder "lesbisk i livet efter detta."
2014 innehade Greaves en ledande roll i att starta projektet Protect Children Project, för att använda första tillägget i USA:s konstitution, som behandlar religionsfrihet, för att skydda barn som utsätts för psykisk eller fysisk misshandel i skolan av lärare och personal som använder sig av isolering, aga och andra tvångsmedel.
2016 upprättade Greaves The Satanic Temples högkvarter i Salem, Massachusetts. Byggnaden innefattar även ett konstgalleri som bland annat har fasta utställningar om häxprocesser genom historien.
Greaves är även medgrundare och talesperson för projektet After School Satan som The Satanic Temple startade 2016 som ett gensvar på Good News Club, ett tvärkristet program för fritidsaktiviteter.

Greaves säger att poängen med projektet är att:
| ” | Det är oerhört viktigt att barn ges en förståelse för att det finns flera perspektiv på alla frågor, och att de själva kan välja hur de ska tänka rörande dessa ... "Satan" är bara en "metaforisk konstruktion" ämnad att representera ett förkastande av alla sorters tyranni över det mänskliga tänkandet. | „ |